# The Deep Six
The Deep Six is een Amerikaanse oorlogsfilm uit 1958 onder regie van Rudolph Maté. Destijds werd de film in Nederland uitgebracht onder de titel Kanonnier Austen.

## Verhaal
Alec Austin is een kanonnier bij de Amerikaanse marine. Als quaker heeft hij een pacifistische overtuiging en dat leidt vaak tot wrijving met de andere officieren. Als hij weigert om een vliegtuig neer te halen, gaan zijn collega's twijfelen aan zijn betrouwbaarheid. Hij gaat vrijwillig op een gevaarlijke missie om zichzelf te bewijzen.

## Rolverdeling
| Acteur              | Personage                      |
| ------------------- | ------------------------------ |
| Alan Ladd           | Alec Austen                    |
| Dianne Foster       | Susan Cahill                   |
| William Bendix      | Shapiro                        |
| Keenan Wynn         | Luitenant-commandant Mike Edge |
| James Whitmore      | Commandant Warren Meredith     |
| Efrem Zimbalist jr. | Luitenant Blanchard            |
| Joey Bishop         | Ski Krokowski                  |
| Barbara Eiler       | Claire Innes                   |
| Ross Bagdasarian    | Aaron Slobodjian               |
| Jeanette Nolan      | Mevrouw Austen                 |
| Walter Reed         | Paul Clemson                   |
| Peter Hansen        | Luitenant Dooley               |
| Richard Crane       | Luitenant Swanson              |
| Steven Marlo        | Collins                        |
| Perry Lopez         | Al Mendoza                     |